# Andrijiwka (hromada Wełyka Nowosiłka)
Andrijiwka (ukr. Андріївка) – wieś na Ukrainie, w obwodzie donieckim, w rejonie wołnowaskim, w hromadzie Wełyka Nowosiłka. W 2001 liczyła 1652 mieszkańców.